# Томмі Террентайн
То́ммі Те́ррентайн (англ. Tommy Turrentine), повне ім'я То́мас Во́лтер Те́ррентайн-молодший (англ. Thomas Walter Turrentine, Jr.; 22 квітня 1928, Піттсбург — 15 травня 1997, Нью-Йорк) — американський джазовий трубач, представник стилів свінг і хард-боп. Старший брат саксофоніста Стенлі Террентайна.

## Біографія
Народився 22 квітня 1928 року у Піттсбурзі.
Грав разом з Бенні Картером (1946), Ерлом Бостичем (1952—1955), Чарльзом Мінгусом (1956), а також у біг-бендах Біллі Екстайна, Діззі Гіллеспі і Каунта Бейсі. Пізніше записувався з Сонні Кларком і Лу Дональдсоном та оркестрами свого брата. Його творчі відносини з Максом Роучем (1959—1960) пришлись на час, коли він увійшов до його квінтету наприкінці 1950-х років, невдовзі після смерті Кліффорда Брауна.
У той час, коли його брат створив успішну кар'єру і записав багато альбомів під власним ім'ям, Томмі записав лише один альбом як соліст перед завершенням своєї професіональної діяльності наприкінці 1960-х років.
Влітку 1979 року став одним із небагатьох трубачів, включаючи Джона Феддіса та інших, які взяли участь у зірковому концерті клубу «Village Gate», присвяченому пам'яті Блу Мітчелла. Террентайн був також майстром гри на фортепіано та іноді заміняв Телоніуса Монка. Його бі-бопові композиції були сумішшю складних емоційних настроїв з нестримним ліризмом, що нагадують Бенні Голсона.
Помер 15 травня 1997 року у віці 69 років у Нью-Йорку.

## Дискографія
- Tommy Turrentine (Time, 1960)